# (4233) Palʹchikov
(4233) Palʹchikov (1977 RO7) – planetoida z pasa głównego asteroid okrążająca Słońce w ciągu 3,72 lat w średniej odległości 2,4 j.a. Odkryta 11 września 1977 roku.